# Ioan Petcu
Ioan Petcu (n. 1 mai 1959 în Hunedoara) este un fost fotbalist român care a jucat pe postul de mijlocaș. După retragerea din cariera de fotbalist, Petcu a început cariera de antrenor și din 1995 până în 2012  a antrenat echipe precum Corvinul Hunedoara, Unirea Sânnicolau Mare, Bihor Oradea, FC Hunedoara sau Mureșul Deva. De asemenea, el a promovat în Liga a II-a cu Unirea Sânnicolau Mare, cea mai bună performanță din istoria acestui club. După 2012, el a fost vice-președinte al FC Hunedoara.